# Wölchingen
Wölchingen ist ein Stadtteil von Boxberg im Main-Tauber-Kreis im fränkisch und badisch geprägten Nordosten Baden-Württembergs.

## Geographie

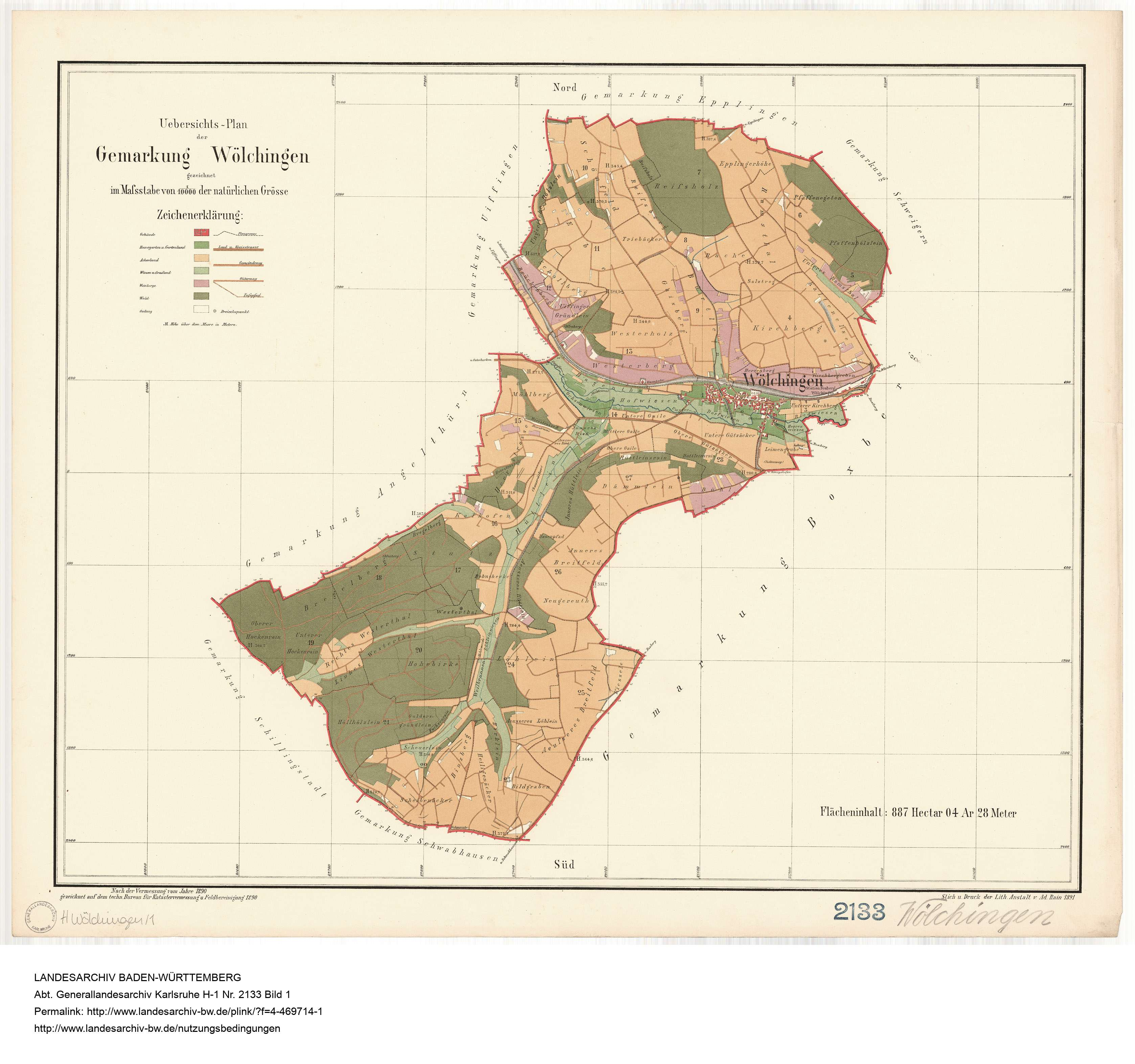
Gemarkung von Wölchingen, 1891

Wölchingen liegt im Umpfertal, einem Seitental der Tauber, sowie einem kleinen rechten Seitental der Umpfer, und besitzt quellreiche Wiesentäler mit umgebenden Wäldern. Zur Gemarkung der ehemaligen Gemeinde Wölchingen gehören das Dorf Wölchingen (⊙) und der Wohnplatz Waldhaus (⊙) und möglicherweise die abgegangene Ortschaft Giffinger Grund. Nach Westen ist die Bebauung mit der Stadt Boxberg fast verbunden.

## Geschichte

### Mittelalter
Der Ort wurde im Jahre 1221 erstmals urkundlich als Wolechingen erwähnt. Die Bezeichnung stammt wohl von einem Personennamen. Hinweise auf eine frühere Besiedelung des Ortes liefern wenige Gräber nordwestlich des Friedhofs aus der zweiten Hälfte des 7. Jahrhunderts. Wölchingen war stets mit der Herrschaft Boxberg verbunden, kam mit ihr 1287 an die Johanniter, 1381 an die Herren von Rosenberg.
Bereits im Jahre 1239 wurde in Wölchingen selbst eine Johanniterkommende erwähnt. Nach 1287 wurde der Sitz der Kommende auf die Burg Boxberg verlegt und mit dieser 1381 veräußert.

### Neuzeit
Im Jahre 1561 gelangte der Ort an Kurpfalz. Mit dem Amt und der Zehnt Boxberg wurde der Ort von 1691 bis 1740 verpfändet. 1803 gelangte Wölchingen an das Fürstentum Leiningen, bevor der Ort 1806 badisch wurde. Die Amtszugehörigkeit ist identisch mit der des Nachbarortes Boxberg. In pfälzischer Zeit bildete Wölchingen mit Boxberg zusammen eine Gemeinde und wurde erst 1833 eine selbständige Gemeinde.
Am 1. Dezember 1972 vereinigte sich Boxberg mit Schweigern und Wölchingen zur neuen Stadt Boxberg.

### Einwohnerentwicklung
Die Bevölkerung von Wölchingen entwickelte sich wie folgt:
| Jahr | Gesamt |
| ---- | ------ |
| 1961 | 609    |
| 1970 | 628    |
| 2014 | 729    |

## Religion
Von den etwa 900 Gemeindemitgliedern der evangelischen Kirchengemeinde Boxberg-Wölchingen stammen etwa zwei Drittel aus der Kernstadt Boxberg und etwa ein Drittel aus dem Stadtteil Wölchingen. Der evangelische Anteil an der Gesamteinwohnerzahl beträgt etwa 50 Prozent.

## Politik
Das Wappen von Wölchingen zeigt: In Gold ein aufrechter rotbezungter schwarzer Wolf.

## Kultur und Sehenswürdigkeiten

### Kulturdenkmale
Unbewegliche Bau- und Kunstdenkmale des Ortes sind in der vom Regierungspräsidium Stuttgart herausgegebene Liste der Bau- und Kunstdenkmale aufgeführt. Eine Auskunft ist auf Anfrage bei der Unteren Denkmalschutzbehörde der Stadt Boxberg erhältlich.

### Frankendom
Die ehemalige Johanniterkirche in Wölchingen, der sogenannte Frankendom, ist ein romanischer Bau mit neuromanischem Vierungsturm, runder Krypta und alten Grabdenkmälern. Der Frankendom wurde um 1225 errichtet.

## Wirtschaft und Infrastruktur

### Verkehr
Wölchingen ist über die K 2837 (im Ortsbereich als Frankendomstraße bezeichnet) und über die K 2839 (im Ortsbereich als Ramstalweg bezeichnet) zu erreichen. Über das angrenzende Boxberg besteht Anschluss an die B 292.
Der Ort liegt an der Frankenbahn.

### Wohnen und Bauen
Neubaugebiete entstanden im Norden (1958) und Südwesten (1978).